# Мессьє 84

Мессьє 84 (М84, інші позначення -NGC 4374,VCC 763,UGC 7494,3 °C 272.1,MCG 2-32-34,ZWG 70.58,IRAS12224 +1309, PGC 40455) — галактика у сузір'ї Діва.
Цей об'єкт входить у число перерахованих в оригінальній редакції нового загального каталогу.

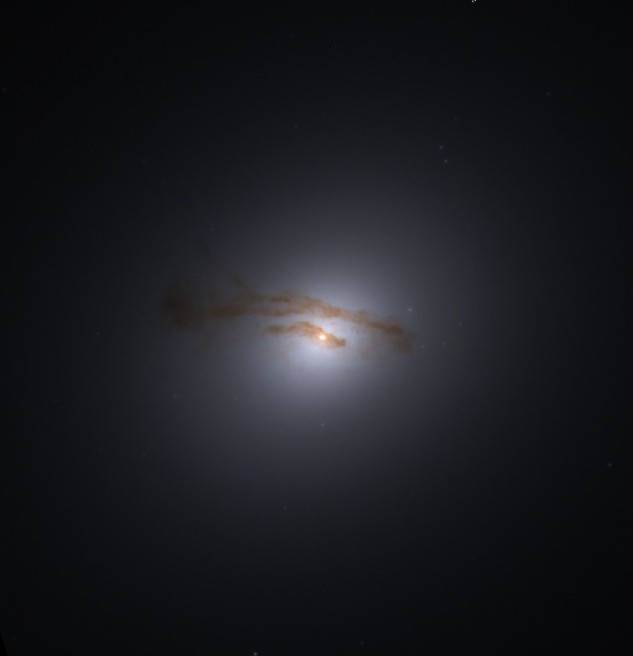
Messier 84 nucleus by HST

## Відкриття
Відкривачем цього об'єкта є Шарль Мессьє, який вперше спостерігав за об'єктом 18 березня 1781.

## Навігатори
| ◄ NGC 4372 \| NGC 4373 \| NGC 4373A \| NGC 4373B \| NGC 4374 \| NGC 4375 \| NGC 4376 \| NGC 4377-1 \| NGC 4377-2 ► |

Координати:  12г 25м 03.7с, +12° 53′ 13″